# Орхон (станція)
Орхон (монг. Орхон) — залізнична станція в Монголії, розташована на Трансмонгольській залізниці між станціями Єруу і Енхтал.